# Рёнккё, Ханна Фоминична
Ханна Фоминична Рёнккё (в замужестве Кохонен; 11 октября 1885 — 22 февраля 1944) — финский политический деятель. Она была членом парламента Финляндии с 1916 по 1918 год. Она поддержала красных в гражданской войне в Финляндии 1918 года. После поражения красной стороны бежала в Советскую Россию. Сначала она поселилась в Петрозаводске, в Карельской АССР. В 1938 году была арестована советскими властями и выслана в Казахскую ССР, где и погибла.